# Monturiol, el senyor del mar
Monturiol, el senyor del mar (en castellano: «Monturiol, el señor del mar») es una película española estrenada en 1993, coescrita y dirigida por Francesc Bellmunt e interpretada en el papel protagonista por Abel Folk. Se trata de un biopic sobre la vida de Narciso Monturiol.
Por su trabajo en la producción ejecutiva en la película Maria Teresa Fontanet fue galardonada con el Premi Nacional de Cinematografia de la Generalitat de Catalunya. Asimismo Abel Folk fue premiado al mejor actor por la Associació d'Actors i Directors Professionals de Catalunya (AADPC) por su papel protagonista en el film.

## Sinopsis
En pleno siglo XIX el ampurdanés Narcís Monturiol imaginó, como su contemporáneo Julio Verne, que era posible viajar con una nave por el fondo del mar. No quiso contentarse con una ilusión y puso todo su afán en que su sueño se convirtiera en realidad. Barcelona iniciaba en esa época una etapa de gran crecimiento industrial y acogió con pasión la idea de construir un submarino para la búsqueda del coral. Fue un dilatado camino el que recorrió Monturiol, casi toda su vida entregada a la conquista del fondo del mar, con alegrías, aventuras, fracasos y momentos de gloria.

## Reparto

Foto de final de rodaje, con la réplica del Ictíneo II.

| - Abel Folk: Narcís Monturiol. - Jordi Bosch: Martí Carlé. - Josep Montanyès: Josep Missé. - Elena Pérez-Llorca: Emília Mata. - Xabier Elorriaga: Josep Ll. Xifré - Ramon Madaula: Josep Mª. Pascual - Artur Trias: Josep Oliu. - Rosa Vila: Anna 5. - Quim Lecina: Anselm Clavé. - Mònica Glaenzel: Anna 4. - Hermann Bonnín: Antoni Altadill. - Paco Morán: Accionista 1º. - Josep Lluís Fonoll: Accionista 2º. - Peter Gadish: Accionista 3º. - Jordi Bofill: Accionista 4º. - Pep Anton Muñoz: Damàs Calvet. | - Stanislav Pishtalov: Impresor. - Rosa Maria Espinet: Emília. - Pep Jové: Palés. - Maria Lanau: Carmen. - Filip Trifonov: Casals. - Jordi Torras: O'Donell. - Joel Joan: Alarcón. - Joan Manuel Orfila: Sargento. - Joan Antón Rechi: Notario. - Lyubomir Mladenov: Ministro. - Vicenta N'Dongo: Aidée. - Xavier Ruano: Tripulante. - Manuel Solàs: Médico. - Domènec de Guzmán: Lacayo. - Marta Solaz |